# Biogeografija
Biogeografija je znanost o rasprostranjenosti vrsta obično promatranih od regionalnih do kontinentskih razmjera. Primjer rasprostranjenosti na toj razini može se objasniti kombinacijom povijesnih faktora povezanih s prostorom i izolacijom kopna, povezanih s dostupnom zalihom energije. 
Prije objavljivanja MacArthurove i Wilsonove Teorije otočne biogeografije iz 1967. godine (koja je proširila njihovu radnju na tu temu iz 1963.) područje biogeografije je bilo viđeno uglavnom kao povijesno, te je kao takvo bilo čisto deskriptivno. Robert MacArthur i E.O. Wilson su promijenili to shvaćanje te su pokazali da se bogatstvo nekog prostora vrstama može predvidjeti u terminima takvih faktora kao što su stanište, stopa imigracije i stopa izumiranja. To je povećalo zanimanje za otočnu biogeografiju. Primjenjivanje teorije otočne biogeografije na fragmente staništa je potaklo razvoj područja poput biologije održanja i biologije krajolika (bar među britanskim i američkim akademicima, jer biologija krajolika ima drukčiji postanak prema europskim akademicima).
Klasična biogeografija je dobila uzlet razvitkom molekularne sistematike. Taj je razvoj omogućio znanstvenicima da testiraju teorije o podrijetlu i disperziji populacija (npr. otočnih endema). Dok je primjerice klasična biogeografija mogla nagađati o podrijetlu vrsta na Havajskom otočju, molekularna sistematika je omogućila znanstvenicima da testiraju teorije o srodstvu tih populacija s pretpostavljenim izvorom populacija u Aziji i Sjevernoj Americi.
Biogeografija je sintetička znanost usko povezana s geografijom, biologijom, geologijom, klimatologijom i ekologijom.
Neke osnove u biogeografiji jesu
- evolucija (promjena genetskog sastava populacije)
- izumiranje (nestajanje vrsta)
- disperzija (udaljavanje populacija izvan točke njihova podrijetla, srodna migraciji)

### Poveznice
- ekozona ili biogeografski svijet
- klasifikacija ekološkog kopna
- ekoregija

- zoogeografija
  - zoogeografsko područje
- fitogeografija
  - florno područje

- Alfred Russel Wallace
- Charles Darwin
- Miklos Udvardy
- važne publikacije u biogeografiji